# جوائز العرض الدعائي الذهبي
جوائز العرض الدعائي الذهبي (بالإنجليزية: Golden Trailer Awards)‏ هي جوائز سنوية لتكريم الإنجازات في تسويق الأفلام السينمائية، بما فيها العروض الدعائية للأفلام، وملصقات الأفلام، والإعلانات التلفزيونية. أول مناسبة أقيمت للجائزة كانت في 21 سبتمبر 1999 في مدينة نيويورك.

## الأفلام الفائزة بجائزة أفضل عرض دعائي في السنة
- 2013: الرجل الحديدي 3
- 2012: نهوض فارس الظلام[1]
- 2011: الشبكة الاجتماعية
- 2010: الخليج
- 2009: ستار تريك
- 2008: فارس الظلام
- 2007: 300
- 2006: مهمة مستحيلة 3
- 2005: سو
- 2004: زوجات ستيفورد
- 2003: عن شميدت
- 2002: تينينباومز الملكي
- 2001: صلاة لراحة حلم
- 2000: ماتريكس

## روابط خارجية
- جوائز العرض الدعائي الذهبي على موقع IMDb (الإنجليزية)